# Reprezentacja Hiszpanii U-17 w piłce nożnej kobiet
Reprezentacja Hiszpanii U-17 w piłce nożnej kobiet – reprezentacja Hiszpanii piłkarek nożnych do lat 17. Największymi sukcesami reprezentacji jest dwukrotne zdobycie złota na mistrzostwach Świata (2018, 2024).

## Występy w mistrzostwach świata U-17
- 2008: nie zakwalifikowała się[1]
- 2010: 3. miejsce[2]
- 2012: nie zakwalifikowała się[3]
- 2014: 2. miejsce
- 2016: 3. miejsce
- 2018: Mistrzostwo
- 2022: Mistrzostwo
- 2024: 2. miejsce

## Występy w mistrzostwach Europy U-17
- 2008: I faza kwalifikacji[4]
- 2009: 2. miejsce[5]
- 2010: Mistrzostwo[6]
- 2011: Mistrzostwo[7]
- 2012: II faza kwalifikacji[8]
- 2013: 3. miejsce[9]
- 2014: 2. miejsce
- 2015: Mistrzostwo
- 2016: 2. miejsce
- 2017: 2. miejsce
- 2018: Mistrzostwo
- 2019: 3. miejsce
- 2022: 2. miejsce
- 2023: 2. miejsce
- 2024: Mistrzostwo